# ザ・ビジター
『ザ・ビジター』（The Visitor）は、1979年のアメリカ合衆国・イタリアのSFホラー映画。メル・ファーラー、グレン・フォード、ランス・ヘンリクセン、シェリー・ウィンタースのほか、映画監督のジョン・ヒューストンとサム・ペキンパーが俳優として出演している。

## ストーリー
イエス・キリストのような風貌の男が、大勢の子供たちの前で邪悪な存在”ザティーン”について話していた。大昔、ザティーンはヤハウェとの闘いで地球に逃亡したが、ヤハウェは大きな犠牲を払いながらもザティーンを滅ぼすことに成功。しかし、ザティーンは最期に、多数の自身の種を地球に残していたというものである。男が話し終わるとそこに謎の老人 ジャージー・コルソウィッツが現れ、ザティーンの子孫が今度8歳になるケイティ・コリンズだと男に報告する。ジャージーはアシスタントとともにアメリカに渡り、ザティーン復活を阻止するため活動を開始する。
ケイティは超能力のような力とペットの鷲　スクイージーを使い、自身とザティーン信者たちに不利なことや人物を消していった。ケイティの母親　バーバラはザティーンの子孫を宿すことができる子宮の持ち主で、そのことを知るザティーン信者の病院院長　ウォーカーらはレイモンド・アームステッドを法外な報酬で雇い、バーバラにもう一人子供を産ませようと企んでいた。だが、バーバラは自身の体が邪悪な存在を生み出すことに感づいており、レイモンドが求める結婚と子作りについて拒み続けていた。焦り始めたウォーカーは、計画が失敗した場合のさらなる手段の準備を進める。そしてケイティの誕生日パーティーの際、何者かがプレゼントと紛れ込ませた銃の暴発により、バーバラは一生下半身不随となってしまう。
その事故の捜査を担当するジェイク・ダーハム警部は捜査中に鷲に襲われ事故死し、ケイティはザティーン信者のウォーカーやレイモンドに好意的な態度をとり、彼らと結託してバーバラに弟を産ませるために彼女を誘導していく。

## キャスト
※括弧内はTBS版日本語吹替（初回放送日：1989年5月3日 放送枠：水曜シネマパラダイス、2021年7月9日発売のBDに収録。）
- ウォーカー医師 - メル・ファーラー（筈見純）
- ジェイク・ダーハム警部 - グレン・フォード（秋元羊介）
- レイモンド・アームステッド - ランス・ヘンリクセン（大塚芳忠）
- ジャージー・コルソウィッツ - ジョン・ヒューストン（加藤精三）
- バーバラ・コリンズ - ジョアンヌ・ネイル（吉田理保子）
- サム・コリンズ医師 - サム・ペキンパー（江原正士）
- ジェーン・フィリップス - シェリー・ウィンタース（片岡富枝）
- ケイティ・コリンズ - ペイジ・コナー（川浪葉子）
- スーザン - J・A・タウンゼント（寺内よりえ）
- ポール・タウンゼント保安官 - ジョー・ドーシー
- 警部 - ウォレス・ウィルキンソン（幹本雄之）
- トーマス - ウォルター・ゴードン・sr
- おもちゃ屋店員 - シャオ・ホー・チャオ（伊井篤史）
- イエス・キリスト - フランコ・ネロ（小島敏彦）

## スタッフ
- 監督 - マイケル・J・パラダイス（英語版）
- 脚本 - ルチアーノ・コミチ、ロバート・マンディ
- 製作 - オヴィディオ・Ｇ・アソニティス
- 撮影 - エンニオ・グァルニエリ（英語版）
- 編集 - ロベルト・クーリ
- 音楽 - フランコ・ミカリッツィ（英語版）

日本語版スタッフ
- 吹替翻訳 - 高間俊子
- 吹替演出 - 松川陸
- 吹替プロデューサー - 熊谷国雄（TBS）
- 吹替製作 - グロービジョン、TBS

## 評価
Rotten Tomatoesでは18件のレビューがあり、78％の支持率、平均点は10点満点中6.4点となっている。Metacriticでは5人の批評家に基づき、加重平均値は100点満点中65点となり、「概ね好意的なレビュー」となっている。